# Conner (Montana)
Conner es un lugar designado por el censo ubicado en el condado de Ravalli en el estado estadounidense de Montana. En el Censo de 2010 tenía una población de 216 habitantes y una densidad poblacional de 45,82 personas por km².

## Geografía
Conner se encuentra ubicado en las coordenadas 45°55′40″N 114°7′59″O / 45.92778, -114.13306. Según la Oficina del Censo de los Estados Unidos, Conner tiene una superficie total de 4.71 km², de la cual 4.61 km² corresponden a tierra firme y (2.2%) 0.1 km² es agua.

## Demografía
Según el censo de 2010, había 216 personas residiendo en Conner. La densidad de población era de 45,82 hab./km². De los 216 habitantes, Conner estaba compuesto por el 88.89% blancos, el 0% eran afroamericanos, el 2.78% eran amerindios, el 0% eran asiáticos, el 0% eran isleños del Pacífico, el 0.46% eran de otras razas y el 7.87% pertenecían a dos o más razas. Del total de la población el 0.46% eran hispanos o latinos de cualquier raza.